# Helena Fromm
Helena Fromm (Oeventrop, 5 de agosto de 1987) es una deportista alemana que compitió en taekwondo.
Participó en los Juegos Olímpicos de Londres 2012, obteniendo una medalla de bronce en la categoría de –67 kg. Ganó dos medallas de bronce en el Campeonato Mundial de Taekwondo, en los años 2007 y 2011, y tres medallas en el Campeonato Europeo de Taekwondo entre los años 2006 y 2010.

## Palmarés internacional
| Juegos Olímpicos   | Juegos Olímpicos         | Juegos Olímpicos  | Juegos Olímpicos |
| Año                | Lugar                    | Medalla           | Categoría        |
| ------------------ | ------------------------ | ----------------- | ---------------- |
| 2012               | Londres (Reino Unido)    | Medalla de bronce | –67 kg           |
| Campeonato Mundial |                          |                   |                  |
| Año                | Lugar                    | Medalla           | Categoría        |
| 2007               | Pekín (China)            | Medalla de bronce | –67 kg           |
| 2011               | Gyeongju (Corea del Sur) | Medalla de bronce | –67 kg           |
| Campeonato Europeo |                          |                   |                  |
| Año                | Lugar                    | Medalla           | Categoría        |
| 2006               | Bonn (Alemania)          | Medalla de plata  | –63 kg           |
| 2008               | Roma (Italia)            | Medalla de oro    | –67 kg           |
| 2010               | San Petersburgo (Rusia)  | Medalla de bronce | –67 kg           |